# Willow Smith
Willow Camille Reign Smith (Los Angeles, Califórnia, 31 de outubro de 2000), também referida mononimamente como WILLOW, é uma cantora e atriz estadunidense, filha dos atores Will Smith e Jada Pinkett Smith e irmã de Jaden Smith e Trey Smith.
Foi indicada ao Annie Award em 2010 pela dublagem de Merry Madagascar e ao Young Artist Awards em 2008 pela atuação no filme Eu Sou a Lenda, ganhando o mesmo prêmio no ano seguinte pela atuação em Kit Kittredge: An American Girl. Willow lançou em outubro de 2010, seu primeiro single "Whip My Hair", vendendo mais de 1.6 milhões de cópias.

## Biografia e carreira

### 2000 — 2006: Infância
Willow Camille Reign Smith nasceu na cidade de Los Angeles em 31 de outubro de 2000, vem de família afro-americana, é notória por ser filha do astro de cinema Will Smith e da atriz Jada Pinkett Smith, irmã do ator Jaden Smith e de Trey Smith.

### 2007 — 2009: Carreira cinematográfica
Willow começou atuando com seu pai, no famoso filme I Am Legend (Eu Sou a Lenda, no Brasil e em Portugal). Em 2008 fez Countee Garby no filme Kit Kittredge: An American Girl. No mesmo ano, emprestou sua voz para dar vida a personagem Baby Gloria no filme de animação Madagascar: Escape 2 Africa, em que, mais tarde, foi indicada para o prêmio Annie Award pela dublagem. Ainda na série Madagascar, Smith participou do especial de natal, promovido pela NBC, chamado Merry Madagascar e deu voz a Abby. Em 2009 fez participações especiais na série True Jackson, VP da Nickelodeon, interpretando True Jackson, ainda jovem.

### 2010:Whip My Hair
Willow, no dia 11 de setembro de 2010, oficializou que assinou com a gravadora Roc Nation, do rapper Jay-Z. Entre o mês de agosto e setembro, Willow esteve gravando a sua primeira faixa, que recebeu o título de Whip My Hair, composta - também - pela cantora. Teve a estreia oficial no dia 18 de setembro de 2010, junto com o seu videoclipe, dirigido por Ray Kay. Nas paradas músicas, Whip My Hair debutou em #11 na Billboard Hot 100 e no R&B/Hip-Hop Songs, #2 no Digital Songs, e #9 no Heatseekers Songs.

### 2012:Knees & Elbowse seu cancelamento
Com o sucesso de seu single de estréia, um album com lançado programado para abril de 2012 pela gravadora Roc Nation foi oficializado, com o título inicial de "Stuck Me On", Willow afirma que está compondo as músicas do álbum, dizendo: "Adequado para minha idade, mas ao mesmo tempo, que os adolescentes e até mesmo os adultos se identifiquem e se joguem". O primeiro single escolhido foi Whip My Hair, no ano seguinte precebido por 21st Century Girl e o terceiro "Fireball" que conta com a participação de Nicki Minaj. O último single comercial foi "I Am Me" (co-escrita por Sia), que ganhou um videoclipe. As baixas vendas dos singles seguintes a "Whip My Hair" causaram o engavetamento do projeto pela gravadora e cantora.

### 2013:Melodic ChaoticeSummer Fling
Willow formou o duo "Melodic Chaotic" em parceria com o DJ MVSIC Fabrega. A dupla liberou 2 músicas: "The Intro" e "#SUMMERFLING", sendo que esta última teve um polêmico videoclipe, lançado em 7 de Julho de 2013 na conta do YouTube do grupo. As duas faixas fariam parte de um EP de 4 músicas do duo programado para julho de 2013, o que acabou não acontecendo.
A segunda faixa de trabalho, "#SUMMERFLING" ou apenas "Summer Fling", acabou repercutindo na mídia de forma negativa, devido ao seu título ("Caso de Verão" em português) o que foi assimilado a algo incorreto para Willow, devido a sua idade na época, de 12 anos. Em uma apresentação ao vivo da canção no programa Queen Latifah Show, Smith esclareceu o nome da canção: "A palavra fling significa algo de curta duração, e essa música é dedicada a todas as crianças, cujo verão nunca é longo o suficiente."

### 2014: EP 3 e amadurecimento
No ano de 2014, Willow dedicou-se em descobrir novos estilos de vida e musicais, lançando algumas músicas durante esse tempo, como "5", com participação de Jaden Smith e "Female Energy".
Em agosto do mesmo ano, a revista The FADER anunciou que Willow iria lançar um EP nomeado '3'. Em outubro de 2014 ela participou do 'The FADER Fort Presented by Converse' e cantou músicas inéditas, como 8 e 9 (feat. SZA), além de Summer Fling e uma nova versão de Whip My Hair. O EP foi lançado em seu aniversário, dia 31 de outubro do mesmo ano, como download gratuito na loja Google Play, e posteriormente em 17 de outubro em todas as lojas digitais.
Em dezembro, ela embarcou na mini-turnê de Jhené Aiko, a 'Enter The Void Tour', onde performou músicas como 9, Summer Fling, 5, Female Energy, Whip My Hair e Flowers no show de abertura, que ainda contava com Sza e The Internet.

### 2015 -F Q-C #7eArdipithecus
Durante o ano de 2015, Willow se apresentou, juntamente a seu irmão Jaden Smith, em festivais como "AfroPunk Festival 2015" e "NXNE", durante os quais cantou canções de seu primeiro álbum. Além disso, divulgou novas canções e covers feitos por ela e seus amigos na sua conta do SoundCloud, assim como realizando vários encontros com os fãs ao redor do mundo, para espalhar os seus aprendizados da sua caseira 'Mystery School'.
No dia 24 de abril de 2015, Smith lançou um novo single de trabalho, nomeado de "F Q-C #7" (lê-se 'Frequency Number Seven') exclusivamente no serviço de stream TIDAL (sendo divulgado em outros serviços posteriormente). Um videoclipe da canção foi liberado pouco depois, no dia 7 de maio do mesmo ano. O video apresenta quatro personalidades de Smith, como ela contou para a revista The FADER, e cenas da cantora em uma montanha e próxima a um rio. Smith produziu e escreveu a canção, além de dirigir o videoclipe, tendo assim, o controle criativo completo de sua música.
"Os diferentes personalidades [no video] representam meus Chacras. Amarelo é a alto-confiança. Azul é a minha voz. Vermelho é meu instinto de sobrevivência. E o preto é uma combinação do meu 'eu' verdadeiro."
Em agosto, durante uma das entrevistas feitas para divulgar a sua apresentação no The Dubai Summer Surprises, Willow disse que está compondo e produzindo o seu primeiro disco de estúdio e que o mesmo será lançado em breve.  O álbum teve lançamento no dia 11 de dezembro de 2015, e alcançou a posição #15 na US Billboard Heatseekers.

## Filmografia

### Filmes
| Ano  | Título                          | Papel             |
| ---- | ------------------------------- | ----------------- |
| 2007 | Eu Sou a Lenda                  | Marley Neville    |
| 2008 | Kit Kittredge: An American Girl | Countee Garby     |
| 2008 | Madagascar: Escape 2 Africa     | Gloria bebê (voz) |
| 2009 | Merry Madagascar                | Abby (voz)        |

### Séries
| Ano       | Título           | Papel                |
| --------- | ---------------- | -------------------- |
| 2009-2010 | True Jackson, VP | True Jackson (jovem) |

## Discografia

### Álbuns
| Título                   | Detalhes                                                                                                  |
| ------------------------ | --- |
| Ardipithecus             | - Data de lançamento: 11 de dezembro de 2015 - Gravadora: Roc Nation Records - Formatos: Download digital |
| The 1st                  | - Data de lançamento: 31 de outubro de 2017 - Gravadora: Roc Nation Records - Formatos: Download digital  |
| WILLOW                   | - Data de lançamento: 19 de julho de 2019 - Gravadora: Roc Nation - Formatos: Download digital            |
| lately I feel EVERYTHING | - Data de lançamento: 16 de julho de 2021 - Gravadora: Roc Nation - Formatos: Download digital            |

### Extended plays
| Título                     | Detalhes |
| -------------------------- | --- |
| 3                          | - Data de lançamento: 31 de outubro de 2014 - Gravadora: Independente - Formatos: Download digital, streaming |
| Interdimensional Tesseract | - Data de lançamento: 9 de janeiro de 2015 - Gravadora: Independente - Formatos: Streaming                    |
| Mellifluous ™              | - Data de lançamento: 6 de dezembro de 2016 - Gravadora: Independente - Formatos: Streaming                   |
| RISE                       | - Data de lançamento: 20 de Novembro de 2020 - Gravadora: Independente - Formatos: Streaming                  |

### Singles
| Ano  | Título                                                   | Posições | Posições | Posições | Posições | Posições | Posições | Álbum                    |
| Ano  | Título                                                   | EUA      | CAN      | UK       | IRE      | AUS      | NZ       | Álbum                    |
| ---- | -------------------------------------------------------- | -------- | -------- | -------- | -------- | -------- | -------- | ------------------------ |
| 2010 | Whip My Hair                                             | 11       | 18       | 2        | 11       | 18       | 35       | Sem álbum                |
| 2011 | 21st Century Girl                                        | 99       | —        | —        | 36       | —        | —        | Sem álbum                |
| 2011 | Fireball (com Nicki Minaj)                               | —        | —        | —        | —        | —        | —        | Sem álbum                |
| 2012 | I Am Me                                                  | —        | —        | —        | —        | —        | —        | Sem álbum                |
| 2015 | F Q-C #7                                                 | —        | —        | —        | —        | —        | —        | Sem álbum                |
| 2015 | Why Don't You Cry                                        |          |          |          |          |          |          | Ardipithecus             |
| 2017 | "Romance"                                                | —        | —        | —        | —        | —        | —        | The 1st                  |
| 2020 | "Hey, You!" (as the Anxiety with Tyler Cole)             | —        | —        | —        | —        | —        | —        | The Anxiety              |
| 2021 | "Meet Me at Our Spot" (como The Anxiety, com Tyler Cole) | 21       | 22       | 10       | 4        | 8        | 6        | The Anxiety              |
| 2021 | "Transparent Soul" (com Travis Barker)                   | 76       | 54       | 28       | 26       | —        | 37       | Lately I Feel Everything |
| 2021 | "Lipstick"                                               | —        | —        | —        | —        | —        | —        | Lately I Feel Everything |
| 2021 | "Gaslight" (com Travis Barker)                           | —        | —        | —        | —        | —        | —        | Lately I Feel Everything |
| 2022 | "Emo Girl" (com Machine Gun Kelly)                       | 77       | 64       | 52       | 71       | 78       | —        | Mainstream Sellout       |
| 2022 | "Purge" (com Siiickbrain)                                | —        | —        | —        | —        | —        | —        | Nenhum                   |
| 2022 | "Memories" (com Yungblud)                                | —        | —        | —        | —        | —        | —        | Yungblud                 |
| 2022 | "Maybe It's My Fault"                                    | —        | —        | —        | —        | —        | —        | Coping Mechanism         |
| 2022 | "Hover Like a Goddess"                                   | —        | —        | —        | —        | —        | —        | Coping Mechanism         |
| 2022 | "Curious/Furious"                                        | —        | —        | —        | —        | —        | —        | Coping Mechanism         |
| 2022 | "Split"                                                  | —        | —        | —        | —        | —        | —        | Coping Mechanism         |
| 2023 | "Alone"                                                  | —        | —        | —        | —        | —        | —        |                          |

### Videoclipes
| Ano  | Título                   | Diretor                    | Nota                                 |
| ---- | ------------------------ | -------------------------- | ------------------------------------ |
| 2010 | Whip My Hair             | Ray Kay                    |                                      |
| 2011 | 21st Century Girl        | Rich Lee                   |                                      |
| 2011 | Fireball                 | Hype Williams              |                                      |
| 2012 | Do It Like Me (Rockstar) | Willow Smith               |                                      |
| 2012 | I Am Me                  | Mike Vargas                |                                      |
| 2012 | Find You Somewhere       | Jada Pinkett Smith         | AcE feat. Jaden Smith & Willow Smith |
| 2013 | Summer Fling             | Willow Smith / Mike Vargas | Como o duo Melodic Chaotic           |
| 2015 | FQ-C #7                  | Willow Smith / Mike Vargas |                                      |
| 2015 | Why Don't You Cry        | Mike Vargas                |                                      |

## Prêmios e indicações
| Ano  | Prêmio                 | Categoria                                                                 | Resultado                | Trabalho                 |
| ---- | ---------------------- | ------------------------------------------------------------------------- | ------------------------ | ------------------------ |
| 2008 | Young Artist Awards    | Melhor Performance em um Longa-Metragem (Jovem Atriz de 10 anos ou Menos) | Nomeada                  | Eu sou a Lenda           |
| 2009 | Young Artist Awards    | Melhor Performance em um Longa-Metragem (Jovem Elenco)                    | Ganhou                   | Kit, uma Garota Especial |
| 2010 | Annie Awards           | Melhor Dublagem em uma Produção de Televisão                              | Nomeada                  | Feliz Natal Madagascar   |
| 2011 | VirtuaMagazine Awards  | Artista Revelação                                                         | Ganhou                   | Ela Mesma                |
| 2011 | NAACP Image Awards     | Novo Artista Promissor                                                    | Ganhou                   | Ela Mesma                |
| 2011 | NAACP Image Awards     | Videoclipe Promissor                                                      | Nomeada                  | Whip My Hair             |
| 2011 | BET Awards             | Vídeo do Ano                                                              | Nomeada                  | Whip My Hair             |
| 2011 | BET Awards             | Melhor Novo Artista                                                       | Nomeada                  | Whip My Hair             |
| 2011 | BET Awards             | Prêmio Jovem Estrela                                                      | Ganhou (com Jaden Smith) | Whip My Hair             |
| 2012 | BET Awards             | Prêmio Jovem Estrela                                                      | Nomeada                  | Ela mesma                |
| 2014 | VEVO Certified Awards  | 100.000.000 de visualizações                                              | Ganhou                   | Whip My Hair             |
| 2016 | British Fashion Awards | Novo Icone Fashion                                                        | Ganhou                   | Ela mesma                |

## Características musicais

### Influências
Lady Gaga, Beyoncé, Billy Idol, Demi Lovato, Mandy Sinewy, Miley Cyrus, Rihanna entre outros, são as artistas que mais influenciam na carreira da pequena Willow. Em entrevista n, Willow citou Beyoncé e Jay-Z como uns dos artista que mais a influenciam e os que a dão ótimos conselhos: 
| “ | “Minha mãe, meu pai, Jay-Z, Beyoncé. Provavelmente é isso. Eles me dão conselhos como: “Divirta-se.” | ” |

A Influência de Rihanna da carreira de Willow é evidente, já que Willow, em sua primeira apresentação ao vivo com o hit "Whip My Hair", no programa The Ellen DeGeneres Show cantou de introdução a música "Only Girl (In the World)" do álbum Loud de Rihanna.
Em uma entrevista com a Willow, a cantora disse que Lady Gaga e Billy Idol são uma influência sobre os seus gostos musicais.
| “ | "Eu gosto da maneira como o Billy Idol canta. Minha mãe me apresentou ele.", disse Willow. Ela acrescentou: "Eu gosto das canções da Lady GaGa". | ” |

## Vida pessoal
Em 2019, Willow revelou ser bissexual e que apoia relações poliamorosas e deseja vivenciá-las.